# L’Argentera
L'Argentera – gmina w Hiszpanii, w prowincji Tarragona, w Katalonii, o powierzchni 9,95 km². W 2011 roku gmina liczyła 153 mieszkańców.